# Haematopota hedini
Haematopota hedini är en tvåvingeart som först beskrevs av Krober 1933.  Haematopota hedini ingår i släktet Haematopota och familjen bromsar. Inga underarter finns listade i Catalogue of Life.